# Список футбольных клубов США
Ниже представлен список футбольных клубов США с указанием лиг, в которых они выступают. В списке представлены все клубы, выступающие на профессиональном уровне в системе футбольных лиг США (MLS, Чемпионшип ЮСЛ и Лига один ЮСЛ) и базирующиеся на территории США.

## Дивизионы
См. статьи о соответствующем дивизионе.
- MLS
- Чемпионшип ЮСЛ
- Лига один ЮСЛ

## В алфавитном порядке
Данные о клубах и дивизионах, в которых они выступают, приведены по состоянию на сезон 2018.
| Содержание: Начало — 0–9 А Б В Г Д Е Ё Ж З И К Л М Н О П Р С Т У Ф Х Ц Ч Ш Щ Э Ю Я |

### А
| Атланта Юнайтед   | MLS, Восточная конференция (уровень 1)            |
| Атланта Юнайтед 2 | Чемпионшип ЮСЛ, Восточная конференция (уровень 2) |

### Б
| Бирмингем Легион | Чемпионшип ЮСЛ, Восточная конференция (уровень 2) |

### Г
| Гринвилл Трайамф | Лига один ЮСЛ (уровень 3) |

### Д
| Даллас        | MLS, Западная конференция (уровень 1)  |
| Ди Си Юнайтед | MLS, Восточная конференция (уровень 1) |

### И
| Инди Илевен  | Чемпионшип ЮСЛ, Восточная конференция (уровень 2) |
| Интер Майами | MLS, Восточная конференция (уровень 1)            |

### К
| Коламбус Крю               | MLS, Восточная конференция (уровень 1)           |
| Колорадо Рэпидз            | MLS, Западная конференция (уровень 1)            |
| Колорадо-Спрингс Суитчбакс | Чемпионшип ЮСЛ, Западная конференция (уровень 2) |

### Л
| Лас-Вегас Лайтс         | Чемпионшип ЮСЛ, Западная конференция (уровень 2)  |
| Лаудон Юнайтед          | Чемпионшип ЮСЛ, Восточная конференция (уровень 2) |
| Лос-Анджелес            | MLS, Западная конференция (уровень 1)             |
| Лос-Анджелес Гэлакси    | MLS, Западная конференция (уровень 1)             |
| Лос-Анджелес Гэлакси II | Чемпионшип ЮСЛ, Западная конференция (уровень 2)  |
| Луисвилл Сити           | Чемпионшип ЮСЛ, Восточная конференция (уровень 2) |

### М
| Майами            | Чемпионшип ЮСЛ, Восточная конференция (уровень 2) |
| Мемфис 901        | Чемпионшип ЮСЛ, Восточная конференция (уровень 2) |
| Миннесота Юнайтед | MLS, Западная конференция (уровень 1)             |

### Н
| Норт Каролина           | Чемпионшип ЮСЛ, Восточная конференция (уровень 2) |
| Нью-Инглэнд Революшн    | MLS, Восточная конференция (уровень 1)            |
| Нью-Инглэнд Революшн II | Лига один ЮСЛ (уровень 3)                         |
| Нью-Йорк Ред Буллз      | MLS, Восточная конференция (уровень 1)            |
| Нью-Йорк Ред Буллз II   | Чемпионшип ЮСЛ, Восточная конференция (уровень 2) |
| Нью-Йорк Сити           | MLS, Восточная конференция (уровень 1)            |
| Нью-Мексико Юнайтед     | Чемпионшип ЮСЛ, Западная конференция (уровень 2)  |
| Норт Тексас             | Лига один ЮСЛ (уровень 3)                         |
| Нэшвилл                 | MLS, Западная конференция (уровень 1)             |

### О
| ОКС Энерджи    | Чемпионшип ЮСЛ, Западная конференция (уровень 2) |
| Ориндж Каунти  | Чемпионшип ЮСЛ, Западная конференция (уровень 2) |
| Орландо Сити   | MLS, Восточная конференция (уровень 1)           |
| Орландо Сити Б | Лига один ЮСЛ (уровень 3)                        |
| Остин Боулд    | Чемпионшип ЮСЛ, Западная конференция (уровень 2) |

### П
| Питтсбург Риверхаундс | Чемпионшип ЮСЛ, Восточная конференция (уровень 2) |
| Портленд Тимберс      | MLS, Западная конференция (уровень 1)             |
| Портленд Тимберс 2    | Чемпионшип ЮСЛ, Западная конференция (уровень 2)  |

### Р
| Реал Монаркс           | Чемпионшип ЮСЛ, Западная конференция (уровень 2) |
| Реал Солт-Лейк         | MLS, Западная конференция (уровень 1)            |
| Рино 1868              | Чемпионшип ЮСЛ, Западная конференция (уровень 2) |
| Рио-Гранде Валли Торос | Чемпионшип ЮСЛ, Западная конференция (уровень 2) |
| Ричмонд Кикерс         | Лига один ЮСЛ (уровень 3)                        |

### С
| Сакраменто Рипаблик     | Чемпионшип ЮСЛ, Западная конференция (уровень 2)  |
| Сан-Антонио             | Чемпионшип ЮСЛ, Западная конференция (уровень 2)  |
| Сан-Диего Лойал         | Чемпионшип ЮСЛ, Западная конференция (уровень 2)  |
| Сан-Хосе Эртквейкс      | MLS, Западная конференция (уровень 1)             |
| Сент-Луис               | Чемпионшип ЮСЛ, Восточная конференция (уровень 2) |
| Сиэтл Саундерс          | MLS, Западная конференция (уровень 1)             |
| Спортинг Канзас-Сити    | MLS, Западная конференция (уровень 1)             |
| Спортинг Канзас-Сити II | Чемпионшип ЮСЛ, Западная конференция (уровень 2)  |

### Т
| Такома Дифайенс  | Чемпионшип ЮСЛ, Западная конференция (уровень 2)  |
| Талса            | Чемпионшип ЮСЛ, Западная конференция (уровень 2)  |
| Тампа-Бэй Раудис | Чемпионшип ЮСЛ, Восточная конференция (уровень 2) |
| Тормента         | Лига один ЮСЛ (уровень 3)                         |
| Тусон            | Лига один ЮСЛ (уровень 3)                         |

### Ф
| Филадельфия Юнион    | MLS, Восточная конференция (уровень 1)            |
| Филадельфия Юнион II | Чемпионшип ЮСЛ, Восточная конференция (уровень 2) |
| Финикс Райзинг       | Чемпионшип ЮСЛ, Западная конференция (уровень 2)  |
| Форвард Мэдисон      | Лига один ЮСЛ (уровень 3)                         |
| Форт-Лодердейл       | Лига один ЮСЛ (уровень 3)                         |

### Х
| Хартфорд Атлетик | Чемпионшип ЮСЛ, Восточная конференция (уровень 2) |
| Хьюстон Динамо   | MLS, Западная конференция (уровень 1)             |

### Ц
| Цинциннати | MLS, Восточная конференция (уровень 1) |

### Ч
| Чарлстон Бэттери    | Чемпионшип ЮСЛ, Восточная конференция (уровень 2) |
| Чаттануга Ред Вулвз | Лига один ЮСЛ (уровень 3)                         |
| Чикаго Файр         | MLS, Восточная конференция (уровень 1)            |

### Ш
| Шарлотт Индепенденс | Чемпионшип ЮСЛ, Восточная конференция (уровень 2) |

### Э
| Эль-Пасо Локомотив | Чемпионшип ЮСЛ, Западная конференция (уровень 2) |

### Ю
| Юнион Омаха | Лига один ЮСЛ (уровень 3) |